# Waka/Jawaka
| 전문가 평가              | 전문가 평가 |
| 평가 점수                | 평가 점수   |
| 출처                     | 점수        |
| ------------------------ | ----------- |
| AllMusic                 | [ 1 ]       |
| Christgau's Record Guide | B           |
| Kerrang!                 | [ 3 ]       |
| Rolling Stone            | (favorable) |

《Waka/Jawaka》는 1972년 7월 5일에 발매된 미국의 음악가 프랭크 자파의 네 번째 솔로 음반이다. 이 음반은 《The Grand Wazoo》 (1972년 11월)의 재즈에 의한 전구체로, 앞면 커버에서 알 수 있듯이 1969년 《Hot Rats》의 후속작이다. 자파에 의하면, 제목이 "한 때 위저보드에 나타난 것"이라고 한다.

## 노래
〈Big Swifty〉는 재즈 퓨전 곡으로, 그의 작곡 타임라인의 재즈 시대의 많은 작품들과 비슷하다. 이 음반에는 굵직한 대담한 사운드를 달성하기 위한 많은 경적과 즉흥 연주와 다중 시간 서명을 사용할 수 있는 공간이 있다. 이 곡조는 처음에는 7/8과 3/4 시간 서명이 번갈아 나타나며, 곧 몇 개의 확장된 솔로에 대해 4/4 스윙 느낌에 안착한다. 알려진 라이브 버전은 11/8 및 루바토 파트 (예: 텍사스 라이브, 1973년)로 확장되었다.
〈It Just Might Be a One-Shot Deal〉은 살 마퀘즈와 자넷 퍼거슨 (《200 모텔스》의 "정신이 강인한" 그룹)이 부른 이상한 환각에 대한 이야기다. 제프 시몬스의 하와이안 기타는 꿈과 같은, 매끄러운 음질을 설정하지만, 단어와 함께 그것을 파야 한다. 왜냐하면 그것은 단지 일회성 거래일 수도 있기 때문이다. 비록 스플라이스로 이루어지기 보다는 실시간으로 연주되기는 했지만, 그것은 다시 음악이 거꾸로 흐르기 시작한 것처럼 들린다.

## 재발매
1986년 라이코디스크에 의해 CD로 디지털로 리메이크된 버전으로 재발매되었으며 (많은 디지털 에코가 추가되고 뒷면 커버 아트가 누락됨), 1995년 (뒷면 커버 복원, 그러나 동일한 사운드로)에 재발매되었다. 2012년 유니버설 뮤직은 오리지널 바이닐 믹스의 리메이크 버전이 담긴 CD를 발매했다.

## 곡 목록
모든 곡들은 프랭크 자파에 의해 작사/작곡하였다.
| #  | 제목           | 재생 시간 |
| -- | -------------- | --------- |
| 1. | 〈Big Swifty〉 | 17:22     |

| #  | 제목                                 | 재생 시간 |
| -- | ------------------------------------ | --------- |
| 2. | 〈Your Mouth〉                       | 3:12      |
| 3. | 〈It Just Might Be a One-Shot Deal〉 | 4:16      |
| 4. | 〈Waka/Jawaka〉                      | 11:18     |